# Gymnaziální kostel (Levoča)
 Gymnaziální kostel (nazývaný také Starý klášterní kostel minoritů nebo Černý kostel) je sakrální stavba nacházející se v okresním městě Levoča v prešovském kraji. Kostel byl původně zasvěcen sv. Ladislavu a od 17. století se zasvěcení rozšířilo o titul Panny Marie - Královny andělů.

## Historie
Verze o založení kláštera se různí. Podle Lányiho kroniky (pochází ze začátku 19. století), v níž se nachází jediná písemná zmínka o tomto klášteře, se založení minoritského Konventu sv. Ladislava v Levoči v roce 1308 spojuje s donací hraběte Ladislausa Danka, no rukopis, na který se Lányi odvolává, se nedochoval.
Uvažuje se také, že původní kostel s klášterem dal postavit Gallus Berzeviczy, známý také pod jménem magister Kokoš, kterému za vraždu arbitrážní soud uložil v roce 1307 jako trest provedení poutě a povinnost postavit šest klášterů.
Kostel s klášterem sloužil minoritům, kteří se podle zvyklostí usazovali ve vzdálenějších koutech města, aby mohli působit hlavně v prostředí městské chudiny. Řehole ho po nástupu reformace v Levoči v roce 1544 opustila a klášter převzali evangelíci.

Vrácen katolíkům byl až v roce 1673. Král Leopold I. nařídil proboštovi v Spišské Kapitule, aby do kláštera uvedl jezuity. Do vlastnictví byli uvedeni v roce 1674 a v roce 1677 začali rozsáhlou přestavbu kláštera. Později v prostorách kláštera zřídili jezuité Královské gymnázium.

## Architektura a výzdoba
Klášterní komplex, který stojí u západních hradeb, je vzorem středoevropské mendikantské sakrální architektury a patří k jedinečným stavbám svého druhu na Slovensku. Sakrální umění středověku lze obdivovat v samotném kostele i v unikátní arkádové křížové chodbě s fragmenty freskové výzdoby, rajským dvorem a fontánou.
Z gotického interiéru se zachovala pouze Madona a nástěnné malby ze 14. a 15. století. Oltáře a další zařízení kostela je barokní, většinou v černozlaté barvě. Podle dochovaných zpráv, zhotovil toto zařízení sochař Olaf Engelholm, který přišel do Levoče údajně z Münsteru. Příznačné pro jeho práci jsou postavy andělů - kariatyd, nesoucích těžké točené sloupy, které se v kostele nacházejí.
Nástěnné malby v interiéru představují významný mezník v středověkém monumentálním malířském umění městského prostředí na Slovensku. Zachovaná kompozice v tympanonu portálu na jižní straně představuje korunovanou Madonu s malým Ježíšem, sedící na trůnu, po stranách s anděly. Na severní straně se v obrazové ploše rozdělené na dvě části zachovaly scény - Smrt Panny Marie a Korunování Panny Marie.
Nástěnnou malbu v sakristii se scénou Ukřižování dělá výjimečnou motiv architektury, který znázorňuje městské hradby.
Zajímavostí je cyklus sedmi skutků milosrdenství na severní straně lodi. Cyklus začíná na levé straně výjevem Krista Trpitele, žehnajícího skutkům milosrdenství a levou rukou ukazujícího na kalich u nohou. Skutky jsou zachyceny v šesti obrazových polích - Ubytování pocestného, Nasycení hladového, Odění nahého, Navštívení uvězněného, Navštívení nemocného spolu s Napojením žíznivého a pohřbením zesnulého. Celý cyklus končí obrazem Svaté Trojice. Znázorněná je v podobě tří vedle sebe sedících a gesty navzájem živě komunikujících mužských postav - Boha Otce, Krista a Ducha svatého.